# مانزینی (اسواتینی)
مانزینی (به لاتین: Manzini) یک منطقهٔ مسکونی در اسواتینی است که در منطقه مانزینی واقع شده‌است. مانزینی ۷۸٬۰۰۰ نفر جمعیت دارد.